# Boldo
Peumus boldus
 (mai 2024).
Si vous disposez d'ouvrages ou d'articles de référence ou si vous connaissez des sites web de qualité traitant du thème abordé ici, merci de compléter l'article en donnant les références utiles à sa vérifiabilité et en les liant à la section « Notes et références ».
Genre
Espèce
Classification phylogénétique
Le boldo (Peumus boldus) est une espèce de plantes à fleurs de la famille des Monimiaceae. C'est un arbre originaire du Chili.
Ses feuilles, qui ont un arôme boisé fort, sont utilisées à des fins culinaires, principalement en Amérique latine.
Les feuilles sont également utilisées en poudre ou sous forme d'infusion, dans toute l'Amérique latine mais principalement au Chili, au Pérou, en Uruguay, en Bolivie et en Argentine. Au Brésil, beaucoup de familles maintiennent un pied de boldo à la maison à ces fins, bien que le boldo soit vendu en sachets dans presque tous les supermarchés de ce pays.

## Répartition et habitat
Cette espèce est à l'origine endémique des régions côtières du Chili. Elle est plantée ailleurs dans le monde, notamment pour l'usage de ses feuilles en infusion.

## Propriétés médicinales
Les feuilles de boldo contiennent un alcaloïde : la boldine.
Elles sont cholagogues et sont pour cette raison un des constituants traditionnels des produits visant à aider la digestion.  Les feuilles de boldo ont aussi des vertus diurétiques, hépatotoniques et sédatives.
Elles sont employées en phytothérapie pour les adultes et personnes âgées, par voie orale, pour soutenir en particulier la vésicule biliaire, et pour calmer les maux d’estomac, la dyspepsie et de petits troubles spasmodiques du tractus gastro-intestinal.
Posologie (recommandations de l'Agence européenne des médicaments) :

Pour l'adulte,
- sous forme de thé : 1-2 g de substance végétale en infusion pouvant être bue en 2 ou 3 fois dans la journée, ou
- extrait sec (5:1 aqueux) : jusqu'à 400 mg 2 fois par jour.

Faute de données suffisantes, ce produit n'est pas recommandé par l'Agence européenne des médicaments pour les enfants et adolescents de moins de 18 ans.
Contre-indication (recommandations de l'Agence européenne des médicaments) :

- Hypersensibilité à la substance active : l'Agence européenne des médicaments cite des cas d'hypersensibilité (anaphylaxie) rapportés, mais avec une fréquence non connue, d'obstruction des voies biliaires, de cholangite, de maladie du foie, et/ou de la vésicule biliaire et tout autre trouble nécessitant une surveillance médicale et des conseils.
- Aucune interaction avec un médicament existant n'a été rapportée.
- L'Agence européenne des médicaments recommande d'éviter ce produit lors de la grossesse, car il ne semble pas y avoir eu d'études sur d'éventuels effets chez la femme enceinte.
- Il n'y a pas non plus eu d'études à propos de l'aptitude à conduire des véhicules et à utiliser des machines.

Si les symptômes persistent plus de 2 semaines (ou s'aggravent) au cours de l'utilisation du médicament, un médecin ou un professionnel de la santé qualifié doit être consulté.

## Toxicologie
Selon une étude de l'Agence européenne des médicaments en 2009, des tests de reprotoxicité (toxicité pour la reproduction) ont été réalisés avec un extrait sec éthanolique de feuilles de boldo et de boldine administré par voie orale à des rats femelles enceintes. Les résultats ont montré des altérations anatomiques du fœtus et un petit nombre de cas d'avortement à des doses élevées. La pharmacopée européenne (EP) recommande donc de commercialiser des produits à base d'extrait aqueux, qui sont dénués d'ascaridole, substance toxique présente dans l'extrait hydroalcoolique. D'autre part, aucun essai connu de génotoxicité ou de carcinogénicité n'a été réalisé avec une préparation de feuilles de boldo.

## Utilisation industrielle
Le boldo était l'un des composants de la « Boldoflorine », tisane aux herbes autrefois produite à Houdan (Yvelines), en France.

## Le boldo dans la culture
Citation de Pablo Neruda dans ses mémoires J'avoue que j'ai vécu (1974).

« Mon nez reçoit et transmet à mon âme l'odeur sauvage du laurier, l'essence indéfinissable du boldo. »